# Gerritjan Eggenkamp
Gerritjan Eggenkamp (Leiden, 14 november 1975) is een Nederlandse roeier en de eerste Nederlander die de befaamde Boat Race won. Tweemaal vertegenwoordigde hij Nederland op de Olympische Spelen en won hierbij in totaal één medaille.
Eggenkamp begon met roeien bij KRZV Het Spaarne in Heemstede. Tijdens zijn studie computerwetenschappen aan de TU Delft roeide hij bij Proteus-Eretes en behaalde voor die vereniging 49 overwinningen. In 2002 studeerde hij aan de Universiteit van Oxford, en werd hij geselecteerd voor de Blue Boat: de belangrijkste vertegenwoordigende acht. Vreemd genoeg werd hij in deze tijd beschreven als roeier van Nereus, wat een verwarring met zijn broer moet zijn geweest. In The Boat Race versloeg Oxford Cambridge. Hiermee was Eggenkamp de eerste Nederlander ooit die deze race (voor het eerst gehouden in 1829) won. Op de Olympische Spelen van 2004 in Athene won hij als lid van de Holland Acht de zilveren medaille in een tijd 5.43,75. Het goud ging naar de Amerikaanse roeiploeg die in 5.42,48 over de finish kwam.
Sinds 27 augustus 2005 is hij erelid van Proteus-Eretes. In 2009 werd hij lid van het "Council Olympisch Plan 2028", die de Olympische Spelen in 2028 naar Nederland moet gaan halen.

## Palmares

### roeien (dubbeltwee)
- 1995:  Nations Cup (WC under 23) - 6.53,29
- 1999: 9e Wereldbeker III - 6.29,06
- 2001: 8e Wereldbeker IV - 6.35,95
- 2001: 10e WK - 6.27,84

### roeien (dubbelvier)
- 1993: 9e WK junioren - 6.14,48
- 1997:  Wereldbeker I - 6.27,03
- 1997: 9e Wereldbeker III - 5.59,09
- 1997: 7e WK - 6.06,70
- 1998: 5e Wereldbeker II - 5.49,91
- 1998: 10e Wereldbeker III - 6.10,87
- 1998: 8e WK - 5.50,27
- 1999: 4e Wereldbeker I - 6.12,36
- 2003:  Wereldbeker I - 5.42,10
- 2003:  Wereldbeker II - 5.44,60
- 2003: 12e WK - 5.54,64

### roeien (acht met stuurman)
- 2000:  Wereldbeker I - 5.59,25
- 2000: 8e Wereldbeker III - 5.42,29
- 2000: 8e OS - 5.36,63
- 2004: 4e Wereldbeker I - 5.32,47
- 2004:  Wereldbeker II - 5.54,33
- 2004:  OS - 5.43,75
- 2007: 6e Wereldbeker I - 5.46,26
- 2007: 5e Wereldbeker III - 5.37,32
- 2007: 10e WK - 5.41,23

Geert Cirkel · 
Geert-Jan Derksen · 
Gerritjan Eggenkamp · 
Gijs Kind · 
Adri Middag · 
Peter van der Noort · 
Nico Rienks · 
Niels van der Zwan · 
Merijn van Oijen (stuurman)
Michiel Bartman · 
Geert-Jan Derksen · 
Gerritjan Eggenkamp · 
Jan-Willem Gabriëls · 
Daniël Mensch · 
Diederik Simon · 
Matthijs Vellenga · 
Gijs Vermeulen · 
Chun Wei Cheung (stuurman)